# (38048) 1998 UL18
1998 يو أل 18 (ويعرف أيضًا باسم (38048) 1998 يو أل 18 وفق تسمية الكوكب الصغير) (بالإنجليزية: 1998 UL18)‏ هو كويكب ضمن حزام الكويكبات؛ وترتيبه 38048 من حيث الاكتشاف.
اكتُشف هذا الجُرم الفلكي بواسطة ماسح السماء كاتالينا في 27 أكتوبر 1998.

## وصلات خارجية
- (38048) 1998 UL18 في قاعدة بيانات مختبر الدفع النفاث لأجرام النظام الشمسي الصغيرة

- الاكتشاف · مخطط المدار ·  العناصر المدارية · المعلمات المادية

- (38048) 1998 UL18 على موقع ويكي سكاي: DSS2, SDSS, GALEX, IRAS, Hydrogen α, X-Ray, Astrophoto, Sky Map, Articles and images